# Robotniczy Sportowy Komitet Okręgowy
Robotniczy Sportowy Komitet Okręgowy (RSKO) – instytucja utworzona przez Związek Robotniczych Stowarzyszeń Sportowych w celu kierowania robotniczymi klubami sportowymi.
Pierwszy RSKO powstał w 1925 roku w Warszawie. W 1926 otwarto RSKO w Katowicach, w 1927 w Częstochowie, Krakowie, Lwowie i Łodzi, a w 1933 w Gdańsku.